# Ryū Matsumoto

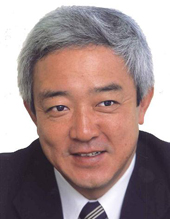
Ryū Matsumoto (2011)

Ryū Matsumoto (jap. 松本 龍, Matsumoto Ryū; * 17. Mai 1951 in Fukuoka, Präfektur Fukuoka; † 21. Juli 2018 ebenda) war ein japanischer Politiker der Demokratischen Partei (Yokomichi-Gruppe) und von 1990 bis 2012 Abgeordneter im Shūgiin, dem Unterhaus des Parlaments. In den zum ersten und zweiten Mal umgebildeten Kabinetten von Naoto Kan war er Umweltminister und Staatsminister für Katastrophenschutz.
Matsumoto studierte Politikwissenschaft an der rechtswissenschaftlichen Fakultät der Chūō-Universität und wurde 1980 Sekretär im Abgeordnetenbüro seines Vaters. Bei der Shūgiin-Wahl 1990 trat Matsumoto selbst als Kandidat der Sozialistischen Partei Japans (SPJ) im damaligen SNTV-Fünfmandatswahlkreis Fukuoka 1 an, als sich der langjährige dortige SPJ-Abgeordnete Tadashi Kawano aus der Politik zurückzog. Matsumoto wurde mit dem zweithöchsten Stimmenanteil gewählt, 1993 bestätigt und ab 1996 für die Demokratische Partei fünfmal im neuen Einzelwahlkreis Fukuoka 1 wiedergewählt. Im Shūgiin war er unter anderem 1996 Vorsitzender des Sonderausschusses für die Verlegung des Parlaments und 2000 Vorsitzender des Umweltausschusses. In der Demokratischen Partei war er 2001 Vorsitzender der Wahlstrategiekommission sowie 2009 und 2010 Vorsitzender der Generalversammlung beider Parlamentsfraktionen.
Im September 2010 berief der Parteivorsitzende Naoto Kan Matsumoto als Umweltminister und Staatsminister für Katastrophenschutz in sein umgebildetes Kabinett. Im Juni 2011 gab er das Umweltministerium an Justizminister Satsuki Eda ab und erhielt die neu geschaffene Zuständigkeit für die „Maßnahmen zum Wiederaufbau nach dem Großen Ostjapanischen Erdbeben“ (東日本大震災復興対策, Higashi-Nihon daishinsai fukkō taisaku). Er blieb acht Tage im Amt, bis er durch Äußerungen gegenüber den Gouverneuren der betroffenen Präfekturen Iwate und Miyagi einen öffentlichen Aufschrei auslöste und zurücktritt. Nachfolger als Katastrophenschutz- und Wiederaufbauminister wurde der bisherige Staatssekretär Tatsuo Hirano.
Bei der Shūgiin-Wahl 2012 erhielt Matsumoto im Wahlkreis Fukuoka 1 36.632 Stimmen, mit 18,3 % nur der dritthöchste Stimmenanteil hinter Takahiro Inoue (LDP) und Hibiki Takeuchi (Minna no Tō). Mit diesem Wahlkreisergebnis landete er auf der Verhältniswahlliste der Demokraten in Kyūshū abgeschlagen auf dem 19. Platz und verfehlte auch eine Wiederwahl im Block deutlich. Bei der Shūgiin-Wahl 2014 trat er nicht mehr an und starb am 21. Juli 2018 in einem Krankenhaus in Fukuoka im Alter von 67 Jahren an Lungenkrebs.

## Familie
Matsumotos Großvater Jiichirō war Gründer des Buraku Kaihō Dōmei, des „Bundes für die Emanzipation der Buraku“, für den er als Vater der Bewegung gilt; er war zudem ab 1936 Shūgiin-Abgeordneter und 1947 der erste Vizepräsident des Sangiin, des gewählten Oberhauses unter der Nachkriegsverfassung. Sein Vater Eiichi war 26 Jahre lang für die SPJ Abgeordneter im Sangiin. Sein Bruder Yūzō führt das familieneigene Bauunternehmen Matsumoto-gumi in Fukuoka.